# اوزارکس

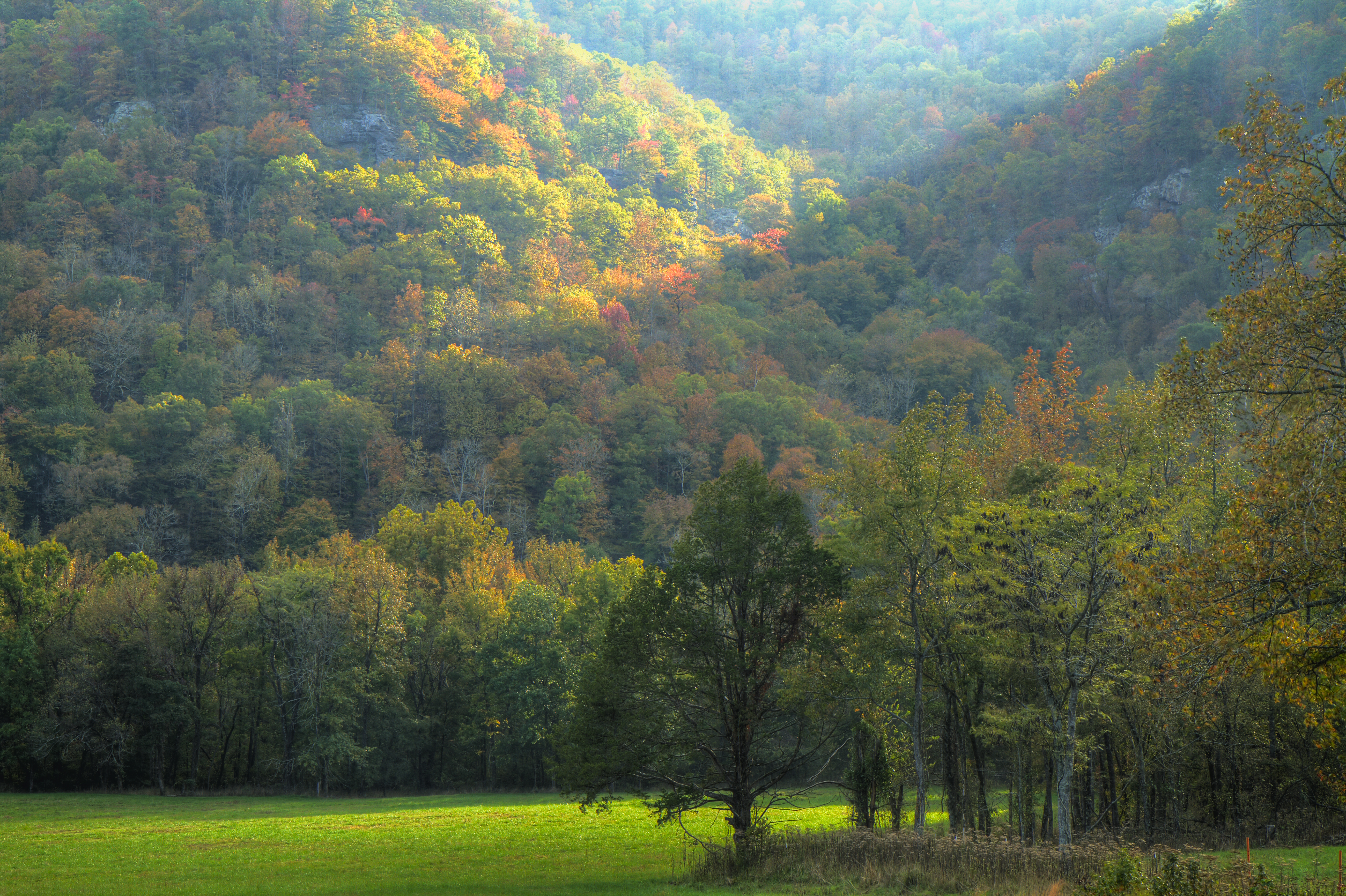

اوزارکس (به انگلیسی: The Ozarks) رشته‌کوهی است در قاره آمریکای شمالی، در ایالات آرکانزاس و میزوری در ایالات متحده. 
رودخانه ملی بوفالو در این کوه‌ها قرار دارند.